# Ixcatla
Ixcatla es una localidad del estado mexicano de Guerrero. Es parte del municipio de José Joaquín de Herrera.

## Toponimia
El nombre «Ixcatla» proviene de los términos en náhuatl: ichcatl, algodón; tlan, lugar de abundancia. Su significado es «Lugar donde abunda el algodón».

## Demografía
| Gráfica de evolución demográfica |
|                                  |

| Censo | Población |
| ----- | --------- |
| 1970  | 604       |
| 1980  | 650       |
| 1990  | 907       |
| 2000  | 1 039     |
| 2010  | 1 382     |
| 2020  | 1 467     |